# Schönborn (Niederlausitz)
Schönborn er en kommune i landkreis Elbe-Elster i den tyske delstat Brandenburg. Den er forvaltningssæde for Amt Elsterland og er beliggende i Naturpark Niederlausitzer Heidelandschaft.